# Henryk Sachs (piłkarz)
Henryk Sachs (ur. 20 lutego 1932 w Radlinie, zm. 26 czerwca 2017 w Raciborzu) – polski piłkarz grający na pozycji obrońcy.

## Życiorys
Jako zawodnik Górnika Radlin rozegrał 41 meczów w najwyższej klasie rozgrywkowej w sezonach 1953–1954 oraz 1957. W międzyczasie był również zawodnikiem Śląska Wrocław z którym w 1956 wywalczył awans do II ligi.